# Fall des «Heilers von Bern»
Im Fall des «Heilers von Bern» hat ein italienisch-schweizerischer Musiklehrer und Betreiber einer nicht-genehmigten Akupunkturpraxis in Bern im Rahmen einer «Heiltätigkeit» mindestens 16 Menschen absichtlich mit HIV sowie 14 von ihnen mit Hepatitis C infiziert. Er wurde 2015 zu einer Freiheitsstrafe von 15 Jahren verurteilt.
Die Taten ereigneten sich in den Jahren 2001 bis 2005. Ein Manager, der vom Täter im Jahr 2004 bei einer Behandlung in den Rücken gestochen worden war und eine HIV-Infektion erlitten hatte, gab 2004 den Anstoss für die Ermittlungen. Seine Hinweise wurden jedoch erst ab dem Jahre 2005 verfolgt, nachdem sich die Verdachtsfälle bei Patienten im Berner Inselspital gehäuft hatten. Die 16 untersuchten Betroffenen waren mit einem HI-Virus vom selben Stamm infiziert. Das Blut soll der Täter über Jahre hinweg einem HIV-positiven Mann entnommen haben, dem er eine mögliche Heilung vorgegaukelt hatte. Unter den infizierten Personen befinden sich laut Anklageschrift auch zwei Ex-Freundinnen des Täters.
Der Prozess der ersten Instanz beim Regionalgericht Bern-Mittelland begann am 6. März 2013. Der Täter stritt jegliche Beteiligung an den Infektionen ab. Während des Prozesses verschanzte er sich 24 Stunden in seinem Haus vor der Polizei, statt an der Verhandlung teilzunehmen. Er wurde dann festgenommen. Am 13. März 2013 wurde er zu zwölf Jahren und neun Monaten Haft verurteilt. Sein Anwalt legte Berufung gegen das Urteil ein, die Staatsanwaltschaft folgte ihm mit einer Anschlussberufung. Am 11. April 2014 wurde das Strafmass im Berufungsprozess vor dem Obergericht des Kantons Bern auf die höchstmögliche Freiheitsstrafe von 15 Jahren erhöht. Der Täter zog den Fall ans Bundesgericht weiter, im April 2015 bestätigte das Gericht die Freiheitsstrafe (Entscheid 141 IV 97); der Antrag des Angeklagten, vom Vorwurf der schweren Körperverletzung freigesprochen und eventuell wegen leichter Körperverletzung und Verbreitung menschlicher Krankheiten verurteilt zu werden, wurde abgelehnt.
Nach Verbüssen von 2/3 seiner Strafe beantragte der Täter eine bedingte Entlassung. Das Berner Obergericht lehnte dies im Jahr 2024 als zu riskant ab. Das Gericht begründete seinen Entscheid hauptsächlich damit, dass er sich bis heute weigere, seine Taten und deren Folgen aufzuarbeiten und sämtliche Therapien verweigere. So würde er sich weiterhin als Opfer eines Justizirrtums sehen. Drei Jahre zuvor wurde sein Gesuch zum Wechseln in den offenen Vollzug wegen Rückfall- als auch wegen Fluchtgefahr abgelehnt.

## Dokumentarfilme
- Denise Langenegger: Der «Heiler» von Bern. In: SRF 1, Sendung DOK vom 14. August 2013 (42 Minuten)[11]
- Denise Langenegger: Die Macht der Indizien. Video in: SRF 1, Sendung DOK vom 10. April 2014 (50 Minuten)[12]